# 블레다

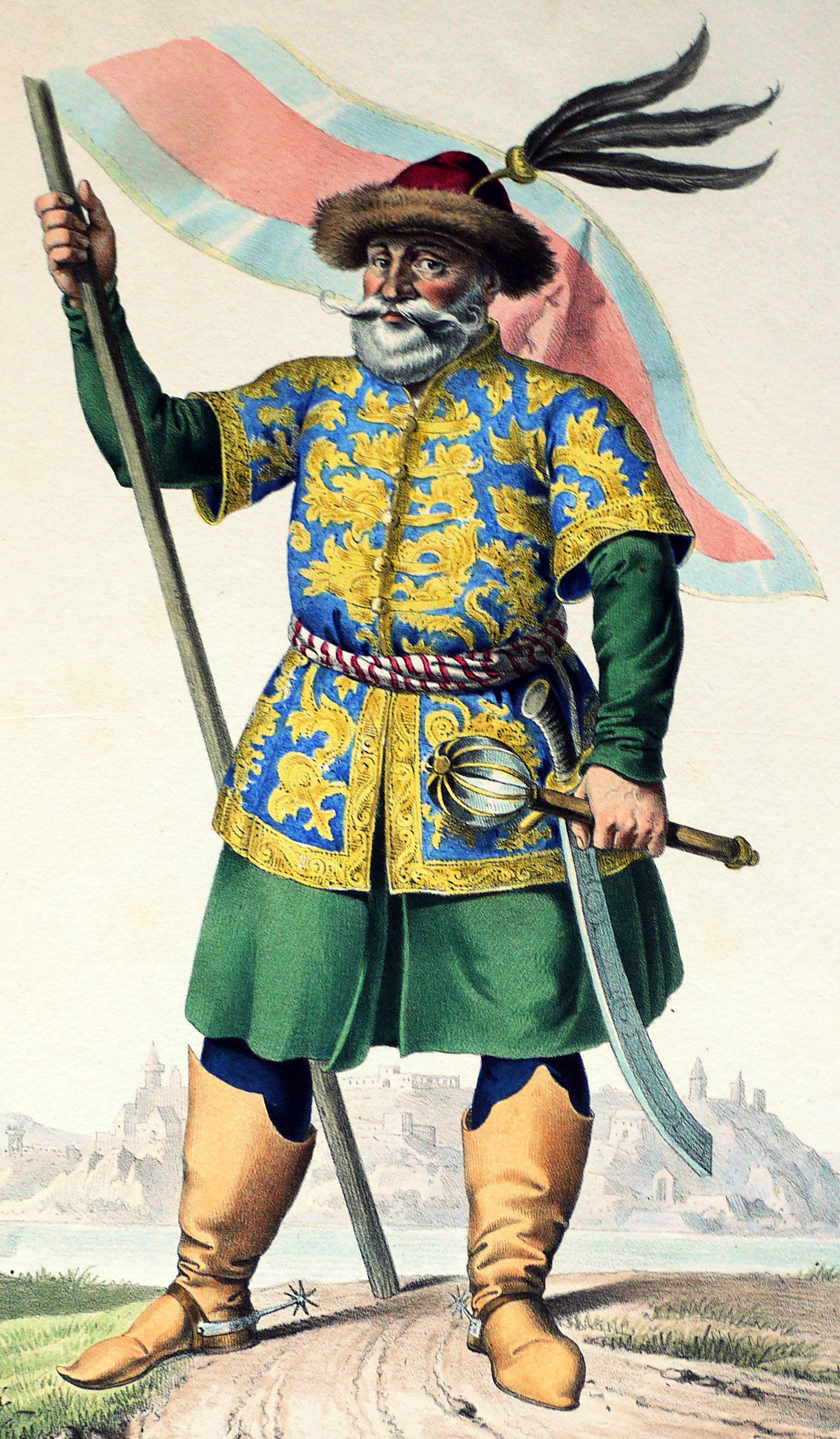

블레다(Bleda)는 훈족의 통치자이자 훈족의 아틸라의 형제였다.
루길라의 조카로서 아틸라와 그의 형 블레다가 왕위를 계승했다. 블레다의 통치는 그가 죽을 때까지 11년 동안 지속되었다. 요르다네스는 아틸라가 사냥 여행 중에 그를 살해했다고 추정했지만 그가 어떻게 죽었는지 정확히 알 수 없다. 블레다에 대해 알려진 몇 안 되는 사실 중 하나는 441년 훈족의 대규모 원정 이후 제르코(Zerco)라는 이름의 무어인 난쟁이를 획득했다는 것이다. 블레다는 제르코를 매우 좋아했고 제르코가 캠페인에 동행할 수 있도록 난쟁이를 위한 갑옷을 만들기까지 했다.